# Xining (socken)
Xining (kinesiska: 西宁乡, 西宁) är en socken i Kina. Den ligger i provinsen Sichuan, i den sydvästra delen av landet, omkring 150 kilometer öster om provinshuvudstaden Chengdu. Antalet invånare är 13 262. Befolkningen består av 6 553 kvinnor och 6 709 män. Barn under 15 år utgör 15,0 %, vuxna 15-64 år 72 %, och äldre över 65 år 11,0 %.
Genomsnittlig årsnederbörd är 1 374 millimeter. Den regnigaste månaden är juli, med i genomsnitt 247 mm nederbörd, och den torraste är december, med 9 mm nederbörd.